# Società Polisportiva Ars et Labor 2004-2005
Questa pagina raccoglie le informazioni riguardanti la Società Polisportiva Ars et Labor nelle competizioni ufficiali della stagione 2004-2005.

## Stagione
Nella stagione 2004-2005, raffreddato dai tentennamenti societari e dalle difficoltà economiche, Gian Cesare Discepoli lascia la SPAL. Si pensa allora ad un giovane tecnico da lanciare: il toscano Massimiliano Allegri.
Il nuovo allenatore dimostra di essere all'altezza del compito: la SPAL, dopo un avvio con alti e bassi, va a regime e regala belle prestazioni. La classifica si fa interessante, e Massimiliano Allegri riesce a tenere unito il gruppo a fronte dei problemi societari. Il mercato di gennaio vede infatti partire alcune importanti pedine, come Luigi Consonni, Fabio Roselli, Tomaso Tatti e Riccardo Corallo. Nonostante tutto però la squadra spallina naviga verso una tranquilla salvezza con il nono posto in classifica, con 43 punti. In Coppa Italia Serie C la SPAL disputa e vince il girone F di qualificazione eliminando Castel San Pietro, Forlì, Mantova e Imolese, poi nei sedicesimi di finale viene eliminata nel doppio confronto con il Lumezzane.

## Rosa
| N. |                      | Ruolo | Calciatore             |
| -- | -------------------- | ----- | ---------------------- |
|    | Italia (bandiera)    | A     | Mattia Altobelli       |
|    | Italia (bandiera)    | C     | Pasquale Apa           |
|    | Argentina (bandiera) | C     | Carlos Aurellio        |
|    | Italia (bandiera)    | A     | Emanuele Berrettoni    |
|    | Italia (bandiera)    | C     | Luca Cavallo           |
|    | Italia (bandiera)    | C     | Luigi Consonni         |
|    | Italia (bandiera)    | D     | Riccardo Corallo       |
|    | Italia (bandiera)    | A     | Marco Cunico           |
|    | Italia (bandiera)    | A     | Francesco De Francesco |
|    | Italia (bandiera)    | D     | Giovanni De Toma       |
|    | Italia (bandiera)    | C     | Filippo Fedeli         |
|    | Italia (bandiera)    | A     | Mario La Canna         |

| N. |                       | Ruolo | Calciatore      |
| -- | --------------------- | ----- | --------------- |
|    | Italia (bandiera)     | C     | Paolo Macchia   |
|    | Italia (bandiera)     | D     | Tommaso Magri   |
|    | Italia (bandiera)     | C     | Manuel Milana   |
|    | Italia (bandiera)     | C     | Salvatore Papa  |
|    | Italia (bandiera)     | P     | Andrea Pierobon |
|    | Italia (bandiera)     | C     | Alessio Pirri   |
|    | Italia (bandiera)     | C     | Fabio Roselli   |
|    | Italia (bandiera)     | D     | Mirco Sadotti   |
|    | San Marino (bandiera) | A     | Andy Selva      |
|    | Italia (bandiera)     | A     | Tomaso Tatti    |
|    | Australia (bandiera)  | C     | Carl Valeri     |
|    | Germania (bandiera)   | A     | Marco Villa     |

## Risultati

### Serie C1 (girone B)

#### Girone di andata
| Arbitro: | Di Fiore (Aosta) |

|              |           |  |
| Consonni 79’ | Marcatori |  |

| Arbitro: | Pierpaoli (Firenze) |

|                                       |           |                           |
| Muslimović 24’ Trotta 27’ Docente 87’ | Marcatori | 63’ Altobelli 90’ Roselli |

| Arbitro: | Forconi (Aprilia) |

|             |           |  |
| Roselli 42’ | Marcatori |  |

| Pesaro 3 ottobre 2004 4ª giornata | Vis Pesaro       | 0 – 0 | SPAL | Stadio Tonino Benelli\| Arbitro: \| Iannone (Napoli) \| |
| Arbitro:                          | Iannone (Napoli) |       |      |                                                         |

| Arbitro: | Giglioni (Siena) |

|                     |           |                |
| Consonni 81’ (rig.) | Marcatori | 7’, 31’ Soncin |

| Fermo 17 ottobre 2004 6ª giornata | Fermana           | 0 – 0 | SPAL | Stadio Bruno Recchioni\| Arbitro: \| Herberg (Messina) \| |
| Arbitro:                          | Herberg (Messina) |       |      |                                                           |

| Ferrara 24 ottobre 2004 7ª giornata | SPAL           | 0 – 0 | Napoli | Stadio Paolo Mazza\| Arbitro: \| Orsato (Schio) \| |
| Arbitro:                            | Orsato (Schio) |       |        |                                                    |

| Arbitro: | Gervasoni (Mantova) |

|            |           |                                      |
| Milana 86’ | Marcatori | 41’ (rig.), 46’ Matteini 95’ Maniero |

| Arbitro: | Marrocco (Pisa) |

|  |           |               |
|  | Marcatori | 45+1’ Corallo |

| Arbitro: | Gava (Conegliano) |

|          |           |                |
| Tatti 2’ | Marcatori | 45+1’ Catalano |

| Arbitro: | La Rocca (Ercolano) |

|  |           |                         |
|  | Marcatori | 32’ Cunico 66’ La Canna |

| Ferrara 28 novembre 2004 12ª giornata | SPAL            | 0 – 0 | Sporting Benevento | Stadio Paolo Mazza\| Arbitro: \| Vuoto (Livorno) \| |
| Arbitro:                              | Vuoto (Livorno) |       |                    |                                                     |

| Arbitro: | Zanardo (Conegliano) |

|             |           |  |
| Martini 88’ | Marcatori |  |

| Arbitro: | Caristia (Siracusa) |

|              |           |               |
| La Canna 43’ | Marcatori | 90+3’ Beretta |

| Arbitro: | Saveri (Viterbo) |

|                 |           |  |
| Guariniello 69’ | Marcatori |  |

| Arbitro: | Giglioni (Siena) |

|                           |           |              |
| La Canna 28’ Consonni 65’ | Marcatori | 51’ Deflorio |

| Arbitro: | Salati (Trento) |

|                 |           |                       |
| Ghirardello 51’ | Marcatori | 70’ Selva 80’ Sadotti |

#### Girone di ritorno
| Sora 9 gennaio 2005 18ª giornata | Sora               | 0 – 0 | SPAL | Stadio Claudio Tomei\| Arbitro: \| Musolino (Catania) \| |
| Arbitro:                         | Musolino (Catania) |       |      |                                                          |

| Ferrara 16 gennaio 2005 19ª giornata | SPAL          | 0 – 0 | Rimini | Stadio Paolo Mazza\| Arbitro: \| Ciampi (Roma) \| |
| Arbitro:                             | Ciampi (Roma) |       |        |                                                   |

| Arbitro: | Iannone (Napoli) |

|                                        |           |                        |
| Ongfiang 13’ Cardascio 52’ William 84’ | Marcatori | 70’, 90’ (rig.) Cunico |

| Ferrara 30 gennaio 2005 21ª giornata | SPAL                | 0 – 0 | Vis Pesaro | Stadio Paolo Mazza\| Arbitro: \| Caristia (Siracusa) \| |
| Arbitro:                             | Caristia (Siracusa) |       |            |                                                         |

| Arbitro: | Velotto (Grosseto) |

|               |           |  |
| A. Soncin 48’ | Marcatori |  |

| Arbitro: | Lena (Ciampino) |

|               |           |  |
| Altobelli 46’ | Marcatori |  |

| Arbitro: | Lops (Torino) |

|          |           |  |
| Sosa 77’ | Marcatori |  |

| Arbitro: | Lena (Ciampino) |

|                                |           |                              |
| Ginestra 36’ De Franceschi 57’ | Marcatori | 4’ Selva 47’ (aut.) Ginestra |

| Arbitro: | Zega (Fermo) |

|                                |           |                      |
| Giacobbo 3’ (aut.) Sadotti 26’ | Marcatori | 6’ Amore 42’ Colussi |

| Arbitro: | Pinzani (Empoli) |

|             |           |                                   |
| Mounard 20’ | Marcatori | 14’ Milana 36’ La Canna 41’ Selva |

| Arbitro: | Prato (Torino) |

|          |           |  |
| Selva 6’ | Marcatori |  |

| Arbitro: | Mannella (Avezzano) |

|                   |           |               |
| de Paula 48’, 66’ | Marcatori | 30’ Altobelli |

| Arbitro: | Crugliano (Crotone) |

|           |           |                      |
| Selva 51’ | Marcatori | 19’ León 37’ Martini |

| Teramo 24 aprile 2005 31ª giornata | Teramo                       | 0 – 0 | SPAL | Stadio Comunale\| Arbitro: \| Tommasi (Bassano del Grappa) \| |
| Arbitro:                           | Tommasi (Bassano del Grappa) |       |      |                                                               |

| Arbitro: | Lioce (Molfetta) |

|           |           |              |
| Pirri 54’ | Marcatori | 20’ Rossetti |

| Arbitro: | Scoditti (Bologna) |

|                                      |           |                         |
| Adeshina 31’ Borneo 75’ Deflorio 85’ | Marcatori | 13’ Selva 62’ Altobelli |

| Arbitro: | Giglioni (Siena) |

|                                                      |           |             |
| 9’, 16’ (rig.), 51’ Selva Altobelli 64’ La Canna 72’ | Marcatori | 79’ Millesi |

### Coppa Italia

#### Girone F
| 14 agosto 2004 1ª giornata |  | – Turno di riposo Spal |  |  |

| Arbitro: | Corletto (Castelfranco Veneto) |

|                                   |           |           |
| Tatti 7’ La Canna 32’ De Toma 51’ | Marcatori | 58’ Baldi |

| Arbitro: | Salati (Trento) |

|                      |           |                      |
| Caridi 46’ Poggi 50’ | Marcatori | 5’ Selva 61’ Roselli |

| Arbitro: | Burdin (Cormons) |

|                                |           |  |
| Altobelli 57’ Selva 70’ (rig.) | Marcatori |  |

| Arbitro: | Marzaloni (Rimini) |

|                |           |             |
| Giaccherini 5’ | Marcatori | 45’ De Toma |

#### Sedicesimi di finale
| Arbitro: | Burdin (Cormons) |

|                                               |           |           |
| Pedruzzi 45’, 83’ Paghera 58’ Quintavalla 85’ | Marcatori | 90’ Tatti |

| Arbitro: | Tommasi (Bassano del Grappa) |

|                                |           |  |
| Selva 20’ (rig.) Altobelli 76’ | Marcatori |  |